# Тиніс Варес
Тиніс Варес (ест. Tõnis Vares; 23 липня 1859, Ляткалу, Вільяндімаа, Естляндська губернія, Російська імперія — 27 червня 1925, Таллінн, Естонія) — естонський політичний та державний діяч, дипломат, юрист, суддя, банкір.

## Життєпис
1882 року екстерном склав іспити у Ревельській Олександрівській гімназії, закінчив Ризьку духовну семінарію. До 1887 вивчав право в Імператорському Санкт-Петербурзькому університеті.
У 1882—1884 роках працював перекладачем та радником з естонських питань у газеті сенатора В'ячеслава Манассеїна. У 1888—1889 роках Тиніс Варес був кандидатом на судові посади в Таллінні. З 1903 року — уповноважений у справах селян в Хаапсалу та чиновник при генерал-губернаторі у Вільні.
У 1914—1917 роках працював у Міністерстві фінансів Російської імперії в Петрограді, був членом Ради Селянського банку в Ризі та Санкт-Петербурзі, також у 1914—1917 роках — помічник начальника Головного управління непрямих податків. За службу отримав ранг таємного радника.
У травні 1917 року повернувся на батьківщину. 1919 року призначений помічником міністра фінансів, а з 28 липня по 26 жовтня 1920 року був міністром фінансів Естонської Республіки. Обіймаючи цю посаду, до серпня 1920 року також був головою спеціальної комісії, створеної для повернення евакуйованих до Росії естонських активів.
З 14 лютого 1921 по 21 червня 1922 року був першим послом Естонії в Росії. 25 листопада 1921 року підписав за Естонію договір з Українською СРР. Після цього був послом Естонії в УСРР (за сумісництвом).
Після завершення кар'єри в Міністерстві закордонних справ був членом Верховного суду Естонії, потім до 1925 року працював директором Банку Естонії.
Помер 27 червня 1925 року в Таллінні. Похований на Олександро-Невському цвинтарі.